# 1917 dans les parcs de loisirs
| Années des parcs de loisirs : 1914 - 1915 - 1916 - 1917 - 1918 - 1919 - 1920    |
| Décennies des parcs de loisirs : 1880 - 1890 - 1900 - 1910 - 1920 - 1930 - 1940 |

## Parcs d'attractions

### Ouverture
- Luna Park (en) à Hambourg-Altona ( Allemagne)
- Neptune Beach (en) ( États-Unis)

### Fermeture
- Electric Park à Niverville ( États-Unis)

## Attractions

### Montagnes russes
| Nom           | Type/Modèle | Constructeur     | Parc              | Pays       |
| ------------- | ----------- | ---------------- | ----------------- | ---------- |
| Giant Coaster | Bois        | Dinn Corporation | Paragon Park (en) | États-Unis |

### Autres attractions
| Nom de l'attraction            | Type           | Constructeur                                | Parc                           | Pays       |
| ------------------------------ | -------------- | ------------------------------------------- | ------------------------------ | ---------- |
| Carrousel du Broad Ripple Park | Carrousel      | Dentzel Carousel Company William F. Mangels | White City (Indianapolis) (en) | États-Unis |
| Karlekstunneln                 | Old Mill       |                                             | Gröna Lund                     | Suède      |
| Lustige Huset                  | Palais du rire |                                             | Gröna Lund                     | Suède      |

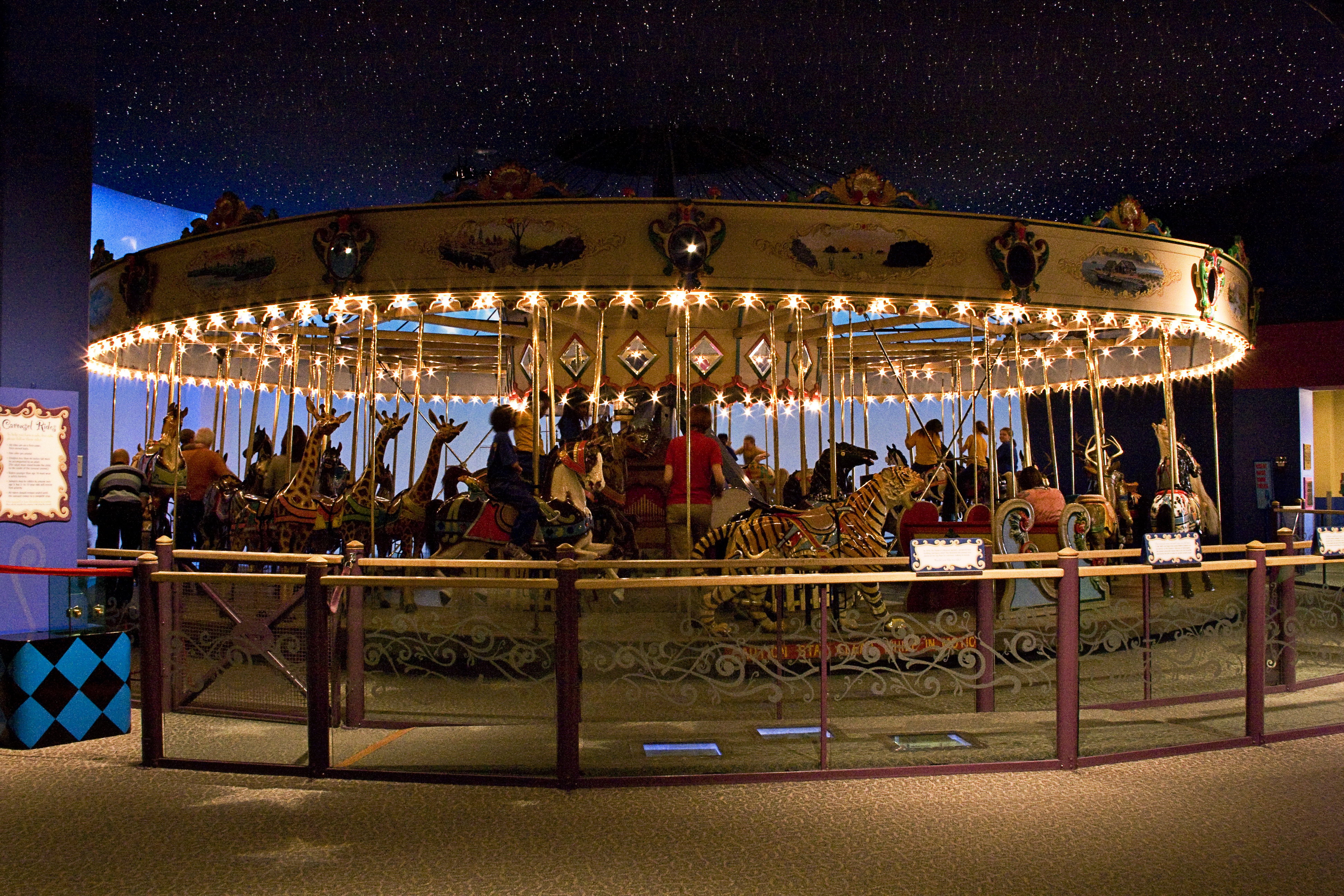
Carrousel du Broad Ripple Park au Children's Museum of Indianapolis